# مانيل روانو
مانيل روانو (بالإسبانية: Francisco Manuel Ruano) هو لاعب كرة قدم إسباني في مركز نصف الجناح، ولد في 16 يوليو 1974 في برشلونة في إسبانيا. لعب مع أتلتيكو مدريد ورايو فايكانو وريال بلد الوليد ونادي ليفانتي.